# Joan Sorribes i Hervàs
Joan Salvador Sorribes i Hervàs (València, 1961) és un periodista, escriptor, músic (cantautor, amb el pseudònim de Shac) i activista valencià. Va ser co-director literari de l'Editorial Germania, director de la revista Camp Valencià, de la Unió de Llauradors i Ramaders, de BOOM, Revista Jove (de l'Editorial Galàxia d'Edicions) i redactor i editor de nombroses publicacions, tant al País Valencià com a Catalunya. El 1988 va rebre el premi Darrer Diumenge d'Octubre amb el seu recull de poesia Al capdavall camí fet i anys després el de periodisme de la CAPPEV, juntament amb Manel Alonso.
A les eleccions generals espanyoles de 2008 va ser candidat al Senat amb la coalició Per la República Valenciana, formada per Estat Valencià (de la qual Sorribes va ser fundador, com ho va ser també de la reconstituida Esquerra Valenciana en els ansy 90, de l'Esquerra Unida del País Valencià liderada per Valerià Miralles als anys 80, de la Unitat del Poble Valencià i del Bloc Nacionalista Valencià, així com militant de l'ORT i la UJM a finals dels anys 70 i primers 80), juntament amb Esquerra Nacionalista Valenciana i República Valenciana-Partit Valencianista Europeu.
Durant l'abril de 2013, Joan Sorribes va rebre cartes amb amenaces de mort i una fotografia seua amb una bala al front, després d'una campanya difamatòria contra ell per part dels mitjans de comunicació afins al PP, en reacció a un comentari a Facebook.
L'octubre del 2013 va participar en una vaga de fam junt a diversos activistes del Parc Alcosa, per a demanar a l'Ajuntament d'Alfafar recursos econòmics per al manteniment d'una cooperativa que efectua tasques d'integració social. Després de diverses reunions fallides i de vint i cinc dies en vaga, es va arribar a un acord.
El 2015 va repetir com a cap de llista amb Compromís per Alfafar, candidatura que va obtindre dos regidors. Era la primera vegada que el consitori obtenia representants d'un partit valencianista des dels temps de la II República espanyola.
El 2019 ingressà en presó per abús sexual a una menor.

## Obres[1]
- L'escrivent d'històries inventades (1990)
- Mercevideta (1991)